# مهری مهرپور
مهری مهرپور (متولد ۱۳۶۰) جودوکار ایرانی و سرمربی تیم ملی بانوان کوراش ایران است. او اولین داور رسمی زن ایران در مسابقات آسیایی جودو است. مهرپور ورزش جودو را از سال ۷۸ شروع کرده و موفق به کسب چند عنوان قهرمانی شده‌است.
او همچنین مربی ارشد کشتی گراپلینگ بانوان بوده‌است.